# Бегум Рокея
Рокея Сахават Хосейн (бенг. রোকেয়া সাখাওয়াত হোসেন; 9 декабря 1880, Рангпур, Британская Индия — 9 декабря 1932[…], Калькутта, Британская Индия), известная как Бегум Рокея — бенгальская феминистска, мыслитель, писательница, педагог и политический активист за расширение прав и возможностей женщин мусульманок Восточной Бенгалии. Известна как пионер феминистского движения в Южной Азии. Рокея считается первой феминисткой Бенгалии.
Выступала за то, чтобы к мужчинам и женщинам относились в равной степени как к разумным существам, отмечая, что отсутствие образования у женщин является причиной их худшего экономического положения. Её основные работы включают «Матичур» («Нить сладкого жемчуга», 1904 и 1922 гг.), сборник эссе в двух томах, выражающий её феминистские мысли; «Сон султанши» (1908), феминистская научно-фантастическая новелла, действие которой происходит в Ледиленде, которым правят женщины; Падмараг («Сущность лотоса», 1924 г.), изображающий трудности, с которыми сталкиваются бенгальские жены; и Аборадбасини («Женщины в заключении», 1931), энергичная атака на крайние формы пурды, которые подвергали опасности жизнь и самооценку женщин.
Рокея считала образование центральным условием освобождения женщин, основав первую школу, ориентированную в первую очередь на девочек-мусульманок в Калькутте. Говорят, что она ходила из дома в дом, убеждая родителей отправить своих девочек в её школу в Нише. До самой смерти она руководила школой, несмотря на враждебную критику и социальные препятствия.
В 1916 году она основала Ассоциацию женщин-мусульманок, которая боролась за образование и занятость женщин. В 1926 году Рокея председательствовала на Бенгальской конференции по вопросам образования женщин, созванной в Калькутте, что стало первой серьёзной попыткой объединить женщин в поддержку прав женщин на образование. Она участвовала в дебатах и конференциях, посвященных улучшению положения женщин, до своей смерти 9 декабря 1932 года, вскоре после того, как председательствовала на сессии во время Конференции индийских женщин.
Ежегодно 9 декабря Бангладеш отмечает День Рокеи, чтобы отметить её работы и наследие. В этот день правительство Бангладеш также награждает Бегум Рокея Падак отдельных женщин за их исключительные достижения. В 2004 году Рокея заняла 6-е место в опросе BBC «Величайший бенгалец всех времён».

## Биография
Рокея родилась в 1880 году в семье бенгальских мусульман в деревне Пайрабанд, округ Рангпур, президентство Бенгалии (ранее неразделенная Бенгалия). Её предки служили в вооруженных силах и судебных органах во время правления Великих Моголов. Её отец, Захируддин Мухаммад Абу Али Хайдар Сабер, был заминдаром и интеллектуалом. Он был женат четыре раза; его брак с Рахатуннессой Саберой Чаудхурани привёл к рождению Рокеи, у которой было две сестры и три брата, один из которых умер в детстве. Старший брат Рокеи Ибрагим Сабер и её старшая сестра Каримуннеса Кханам Чаудхурани оказали большое влияние на её жизнь. Каримуннеса хотела изучать бенгальский язык, язык большинства бенгальцев, вопреки желанию своей семьи, которая предпочитала использовать арабский и персидский языки в качестве средств обучения и общения. Ибрагим преподавал английский и бенгали Рокее и Каримуннесе. Каримуннеса вышла замуж в возрасте четырнадцати лет и позже стала поэтессой. Оба её сына, Абдул Карим Газнави и Абдул Халим Газнави, стали политиками и занимали министерские посты при британских властях. 

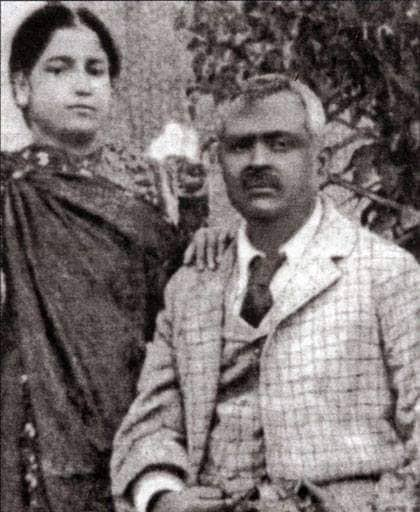
Рокея с мужем Сахаватом Хосейном (1898 г.)

Рокея вышла замуж в возрасте 18 лет в 1898 году за 38-летнего хана Бахадура Сахавата Хосейна. Он был заместителем магистрата Бхагалпура (современный район штата Бихар), говорящим на урду. Он получил степень бакалавра сельского хозяйства в Англии и был членом Королевского сельскохозяйственного общества Англии. Женился на Рокее после смерти первой жены. Как либерал, он призвал Рокею продолжать изучение бенгальского и английского языков. Он также поощрял её писать, и по его совету она приняла бенгали в качестве основного языка для своих литературных произведений. 

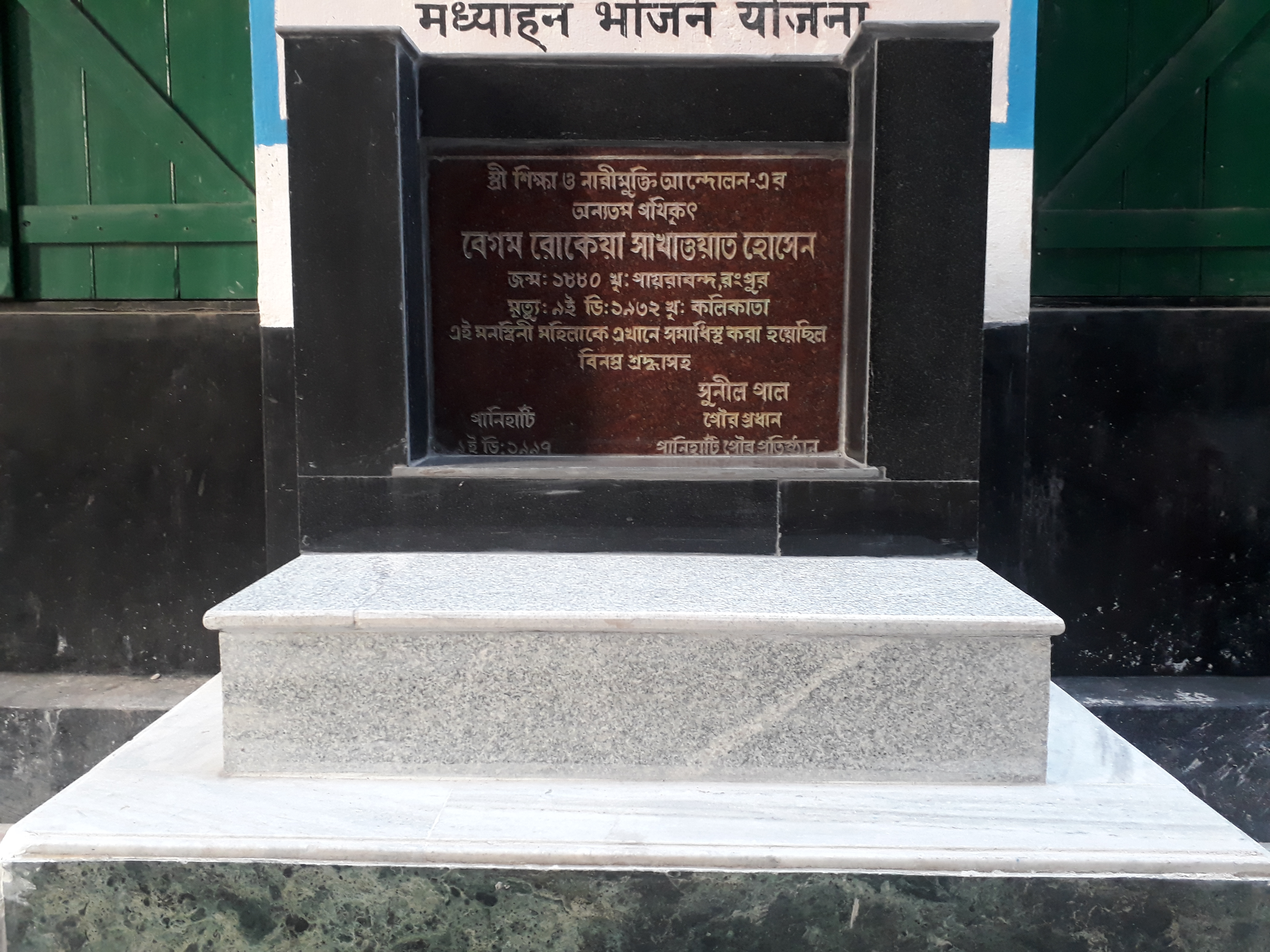
Могила Рокеи в кампусе женской средней школы Панихати, Содепур.

Рокея умерла от проблем с сердцем 10 декабря 1932 года, в свой 52-й день рождения.
9 декабря в Бангладеш отмечается День Рокеи. 9 декабря 2017 года Google отпраздновал её 137-летие, наградив её дудлом Google.
Могила Рокеи в Содепуре была заново открыта благодаря усилиям историка Амаленду Де. Она расположена на территории кампуса средней школы для девочек Панихати, Панихати, Содепур.
Рокея считается первой феминисткой Бенгалии. Её именем в Бангладеш названы университеты, общественные здания и национальная премия. Она была источником вдохновения для многих авторов женского пола более позднего поколения, включая Суфию Камаль, Тахмиму Анам и других.

## Литературная деятельность
Рокея начала свою литературную карьеру в 1902 году с эссе на бенгальском языке под названием «Пипаса» («Жажда»). Позже она опубликовала книги «Матичур» (1905 г.) и "Сон султанши " (1908 г.) до того, как её муж умер в 1909 г. Во «Сне султанши» Рокея поменяла роли мужчин и женщин, в которых женщины были доминирующим полом, а мужчины были подчинены и ограничены манданой (мужским эквивалентом зенаны). Она также изображает альтернативное, феминистское видение науки, в которой такие изобретения, как солнечные печи, летающие автомобили и облачные конденсаторы, используются на благо всего общества. Она регулярно писала для таких изданий, как: Saogat, Mahammadi, Nabaprabha, Mahila, Bharatmahila, Al-Eslam, Nawroz, Mahe Nao, Bangiya Musalman Sahitya Patrika, The Mussalman, Indian Ladies Magazine и других.
Через пять месяцев после смерти мужа Рокеи основала среднюю школу (Sakhawat Memorial Girls' High School). Все началось в Бхагалпуре, районе, традиционно говорящем на урду, с пятью учениками. Спор с семьёй её мужа из-за собственности вынудил её переместить школу в 1911 году в Калькутту, где говорят по-бенгальски. Она руководила школой 24 года.
Рокея основала Анджуман-и-Хаватин-и-Ислам (Ассоциацию исламских женщин), которая активно проводила дебаты и конференции, касающиеся положения женщин и образования. Она выступала за реформы, особенно для женщин, и считала, что ограниченность и чрезмерный консерватизм в основном ответственны за относительно медленное развитие мусульман в Британской Индии. Анджуман-и-Хаватин-и-Ислам организовала мероприятия для социальных реформ, основанных на первоначальных учениях ислама, которые, по её словам, были утеряны. 
Рокея писала в разных жанрах: рассказы, стихи, эссе, романы и сатирические произведения. Она разработала особый литературный стиль, характеризующийся творческим подходом, логикой и ироничным чувством юмора. Она начала писать в «Набануре» примерно с 1903 года под псевдонимом Миссис Р. С. Хоссейн. Однако есть мнение, что её первое опубликованное сочинение Пипаса появилось в Набапрабхе в 1902 году. Её произведения призывали женщин протестовать против несправедливости и ломать социальные барьеры, которые дискриминировали их.